# Video blog
Il video blog, di solito abbreviato in vlog o vidblog, è una forma di blog nel quale la fonte principale di comunicazione è il video o la Web TV. È largamente diffuso su YouTube.

## Descrizione
I vlog spesso fanno uso della web syndication per permettere la distribuzione dei video su Internet attraverso i formati RSS e Atom per la gestione e l'aggregazione automatica su personal computer o dispositivi mobili.
È usata anche dagli utenti della comunità sorda, per via dell'uso della lingua dei segni.